# Limayichnus
Limayichnus (лат.) — ихнород травоядных орнитоподовых динозавров из позднего мела Южной Америки. Типовой и единственный ихновид Limayichnus major назван и описан Calvo в 1991 году. Родовое имя названо по реке Лимай, где были обнаружены следы. Видовое имя major, что означает «большой», «крупный», дано из-за большого размера каждого следа.

## История исследования
Голотип (пластотип) MUCPv 65 (4 следа), а также гиподигм (MUCPv 67, 70, 73) обнаружены в слоях формации Rio Limay, датированных альбом — сеноманом (около 99—94 млн лет назад), провинция Неукен, Аргентина.
Meyer в 2000 году рассматривал отпечатки Sousaichnium monettae, Bonaparteichnium tali как младшие синонимы Limayichnus major, относимого в свою очередь к тероподам.
Apesteguia и Gallina в 2011 году предположили, что Limayichnus — это теропод, близкий к кархародонтозавридам.

## Описание и классификация
У следов Limayichnus отсутствуют отпечатки когтей, поэтому Calvo роднит Limayichnus с орнитоподами и относит к семейству Iguanodontidae. Dias-Martinez и коллеги считают Limayichnus nomen dubium, поскольку отсутствуют диагностические признаки, позволяющие отнести Limayichnus к тероподам или орнитоподам.